# Pieter Wirix
Pieter Joseph Gerardus Wirix (Vliermaal, 28 november 1919 - Landen, 13 januari 1969) was een Belgisch politicus en volksvertegenwoordiger.

## Biografie
Wirix was onderwijzer van beroep en stond voor de klas in Hasselt, Genk, Bilzen, Genk en Tongeren (1938-1955).
Hij speelde ook een rol in het katholieke verenigingsleven:
- 1938-1939: gouwleider KSA Limburg en Erewacht Tongeren ;
- 1939-1942: dienstoverste KSA Limburg;
- 1942-1945: voorzitter Jeugdverbond voor Katholieke Actie (JVKA) Limburg;
- 1946-1945: voorzitter Christelijk Onderwijzersverbond Kring Tongeren;
- 1951-1955: voorzitter KWB Tongeren;
- 1951-1956: voorzitter ACW Onderwijs;
- 1956-: voorzitter ACW Tongeren;
- lid hoofdbestuur ACW Limburg;
- lid beheerraad PMS CSBO Limburg.

Verder was hij nog:
- lid beheerraad Intercommunale voor Hulp aan Gehandicapten en Jeugdbescherming in Limburg;
- lid Adviescomité Ruimtelijke Ordening;
- bestuurslid CVP Tongeren;
- voorzitter CVP kanton Tongeren.

In 1958 werd hij verkozen tot gemeenteraadslid voor de Christelijke Volkspartij in Tongeren, een jaar later werd hij er schepen. 
Op 8 november 1955 werd hij verkozen tot volksvertegenwoordiger voor het kiesarrondissement Tongeren-Maaseik, ter opvolging van Lambert Goffings. Hij bleef aan tot zijn overlijden, waarna hij werd opgevolgd door Leo Van Raemdonck.